# Buda Dordenma (kip)
Kip Bude Dordenma je mogočen kip  Šakjamuni Bude na vrhu hriba, ki na zahodni strani južnega vhoda v dolino Timpu v Butanu dominira nad celo dolino. Slavnostna otvoritev je bila leta 2015 ob proslavitvi 60-letnice četrtega butanskega kralja  Džigme Singje Vangčuka.  V notranjosti kipa je umeščenih še 125.000 majhnih kipcev Bude, ki so tako kot sam kip Bude Dordenma, narejeni iz brona in pozlačeni. Kip Bude Dordenma je postavljen na mestu nekdanjih ruševin palače Šerab Vangčuka, Kuensel Phodrang, trinajstega  Desi Druka.  Izgradnjo so pričeli leta 2006 in je bilo planirano, da se zaključi do oktobra 2010, vendar se je gradnja zavlekla do 25 septembra 2015.  Gradnjo je poleg butanske kraljeve družine Vangčuk financiralo z donacijami tudi okoli 20 posameznikov iz Singapura, Tajvana, Hongkonga in Kitajske. Kip je eden od največjih kipov Bude na svetu saj v višino meri 51,5 m in v njegovi notranjosti je nameščenih 125.000 kipcev Bude in sicer 100.000 kipcev visokih 20 cm in 25.000 kipcev visokih 30 cm, vsi so bronasti in pozlačeni.
Notranjost kipa:
Pritličje največjega kipa Bude: na zadnji strani osrednjega prostora se nahaja kip Šakjamuni Bude visok  2,13 m, na desni Šaribu, na levi Mongalbu oba visoka 1,82 m, in 16 Arhatov, in Dženjin-Dharmata, kralj Hašang ,vsi narejenih iz mavca in pobarvani z zlato bravo s svilenim pregrinjalom.  1,52 m visokim kipom Dordži Lingpa, Pemalingpa, Žabdrung na sredini sledi osem stebrov guru Padmasomabave, Dakini Mendarava, Dakini Ješe Čogel, guru Čoke Dordži, guru Šakjasenge, guru Padmasamva, guru Loden Čokse, guru Padma Gjelpo, guru Njima Oizer, guru Senge Dradog, guru Dordži Droloe, ki so vsi 1,52 m visoki in narejeni iz brona in pozlačeni.  Stenske poslikave visoke 5 m na 220 metrov dolgih notranjih stenah prikazujejo preko 1000 dogodkov iz življenja Bude Šakjamune.
V prvem nadstropju se nahajajo na sredi je Štiriobrazni Buda Kuenrig Namparnangzad visok 3,65 m, osem Bodisatov: Menzusir Džamjang, Vadžrapani Čanadodži, Avaloketešvara Čenrezig, Cintigarba Sainjingpo, Sarvanevaranavescamven Dripanamsej, Asakagarba Namkainjingpo, Metrea Džampagonpo, Samantabadra Kuntuzangpo. Vsi kipi  so visoki 5,48 m iz brona in pozlačeni. Stenske poslikave prikazujejo 12 zgodovinskih dogodkov Šakjamuni Bude, ter okoli ob steni se nahajajo 3,65 m visoke Bude.
V tretjem nadstropju se nahaja osem Bud : kralj Vendurja, kralj Šakjamuni, kralj Amitava, kralj Ngonkhen, kralj Drajang, kralj Serzang, kralj Drime-Nangva, kralj Čenlek, vsi visoki 1,52 m ravno tako iz brona in pozlačeni.

Postavitev kipa Bude je bila poleg obeležitve stoletnice butanske monarhije tudi izpolnitev dveh prerokb. Ena od prerokb je bila, da bo velik kip Bude zgrajen v regiji, da bi prinesel blagoslov, mir in srečo na svetu. 
Na teritoriju, kjer stoji kip Bude, je bil leta 2011 odprt Narodni park Kuensel Phodrang. Zemlja v izmeri 58 ha je bilo darilo butanskega kralja  Meniški skupnosti Butana za srečevanje Butancev. Narodni park  Kuensel Phodrang  obsega tudi 322 ha gozdnega območja okoli Kipa Bude Dordenma.